# Sigiriya
Sigiriya hay Sinhagiri (Đá Sư tử, tiếng Sinhala: සීගිරිය, tiếng Tamil: சிகிரியா) là một pháo đài đá nằm ở bắc huyện Matale gần thị trấn Dambulla, tỉnh Trung Bộ, Sri Lanka. Đây là một địa điểm có tầm quan trọng lịch sử và khảo cổ, nổi bật với một cột đá cao.
Theo sử ký cổ Culavamsa, đây là nơi Vua Kasyapa (477 – 495 CE) chọn đóng đô. Ông cho xây cung điện trên đỉnh cột đá và trang trí cột bằng cách treo trang. Trên một nền nhỏ bên sườn đá ông cho dựng một cổng chào dạng một con sư tử lớn. Địa danh bắt nguồn từ công trình này — Sīnhāgiri, Đá Sư Tử.
Kinh đô và cung điện bị bỏ ngỏ sau khi nhà vua mất. Rồi nó trở thành một tu viện Phật giáo cho tới thế kỷ XIV. Sigiriya ngày nay là một di sản thế giới UNESCO. Đây là một trong số những quần thể công trình đô thị được lưu giữ tốt nhất.